# Сусіди з Пекла 1: Солодка помста
Сусіди з Пекла 1: Солодка помста (англ. Neighbours from Hell 1: Revenge Is a Sweet Game) — відеогра-аркада, з серії Сусіди з Пекла. Реліз відбувся 20 червня 2003 на персональні комп'ютери. Портована на Nintendo GameCube та Xbox 4 березня 2005, а на Android і iOS 25 травня 2017 року. 8 жовтня 2020 року на Nintendo Switch, PlayStation 4 і Xbox One була випущена оновлена компіляція перших двох ігор під назвою Neighbours Back from Hell, де була підтягнута частота кадрів і графіка до якості HD. У 2004 році вийшло офіційне продовження гри Сусіди з Пекла 2: На канікулах. У цій грі, замість того, щоб мандрувати будинком, гравець подорожує різними місцями по всьому світу. Також з'являється мамця Ротвейлер, та Ольга — жінка у яку закоханий сусід. 
1 квітня 2020 року відбувся реліз локалізації гри на українську мову, від групи перекладачів Chernov Studio.

## Ігровий процес

### ПК-версія
У кожному епізоді гравця, керуючи діями Вуді за допомогою лівої кнопки миші, потрібно обшукувати будинок сусіда, знаходити корисні предмети, а потім використовувати їх для підстроювання капостей. Причому багато з цих капостей (наприклад, підпилювання ніжки крісла чи кидання бананової шкірки на підлогу) в реальному житті здатні завдати сильної шкоди майну і здоров'ю, іноді з летальним результатом. За кожну капость гравцеві нараховуються очки у відсотках. Стовідсотковий рейтинг від глядачів можна отримати тільки в тому випадку, якщо індикатор злості Ротвейлера (а саме так звати сусіда) не буде знижуватися після попередньої капості. У кожному епізоді сусід повторює одні й ті ж дії. Дізнатися, куди він піде далі можна за його думками, показаними у хмарці.
Вуді в жодному разі не повинен потрапляти на очі сусідові, тобто знаходитись разом з ним в одній кімнаті, інакше буде сильно побитий, а епізод закінчиться провалом. Є можливість ховатися від Ротвейлера в шафі, під ліжком або в кімнаті, яку сусід не відвідує. Якщо в кімнаті знаходиться пес чи папуга, то для того, щоб зробити капость або пройти в іншу кімнату, Вуді треба пробиратися навшпиньки, гравець при цьому тисне праву кнопку миші замість лівої (те ж саме слід робити в тому випадку, якщо необхідно пройти повз сплячого сусіда і попутно накапостити у нього під носом). В іншому випадку сусід миттю прибігає на шум, піднятий його улюбленцями, і Вуді доведеться тікати. Якщо гравець хоче виграти трохи часу, щоб зробити велику кількість капостей, то він може відвернути увагу Ротвейлера, зателефонувавши йому, посвистівши в собачий свисток або навмисне пройшовши звичайним кроком повз тварин, щоб вони розшумілися: За замовчуванням час обмежений у 5— 10 хвилин (в залежності від епізоду), хоча цю функцію можна вимкнути в налаштуваннях. Гравець може заробити мінімальний рейтинг глядачів, необхідний для завершення епізоду (це в тому випадку, якщо деякі капості не вдалося зробити), і вийти через вхідні двері, а може спробувати заробити всі сто відсотків. Після проходження всіх епізодів в сезоні Вуді отримує нагороду-статуетку Сусіда. Залежно від глядацьких рейтингів вона може бути бронзова, срібна або золота.
Гра поділена на 14 епізодів, що розбиті на 3 сезони різної складності, а перед ними — три ознайомлювальні епізоди, які дозволяють гравцеві пізнати всі тонкощі гри. Перший сезон складається з 6 епізодів. У ньому гравцеві доступні кухня, вітальня, коридор і ванна кімната. У другому сезоні лише 4 епізоди, гравцеві відкриваються спальня і тераса. Третій сезон, як і другий, складається з 4 епізодів, відкриваються кабінет і підвал.

### Консольні версії
Версія для платформи Nintendo GameCube і Xbox, яка вийшла 2005 року, помітно відрізняється від оригіналу: так, у грі 26 рівнів (рівні з ігор «Солодка помста» і «На канікулах», перемішані один з одним). На всіх рівнях очки замінюються монетами, а замість шкали люті тепер заповнюється лічильник злості, який відображається зірочкою. Щоб заповнити його, потрібно послідовно підлаштовувати капості одну за одною. Лічильник збивається, якщо Сусід зауважує Вуді або якщо між капостями Сусід виконає дію, не «зіпсовану» Вуді. Якщо число лічильника дорівнює кількості капостей, Вуді отримує золоту зірку. Якщо Ротвейлер побачить Вуді, у капосника буде шанс втекти від розлюченої жертви в іншу кімнату або сховатися в укриття, але варто враховувати, що Сусід швидко бігає і від нього неможливо сховатися в схованці, якщо він вже стоїть в цій кімнаті та бачить вас. Також він буде бігати, якщо гравець розбудить його собаку (Навіть якщо до того часу в кімнаті вже нікого не буде).
Також в деяких рівнях в будинку сусіда можна помітити його матусю, яка одягнена в фіолетовий халат і в разі якщо капость торкнулася і її, готова карати сина також, як і в Пекельних канікулах. Додані міні-ігри на зламування замків, на деякі схованки, більшість капостей набагато складніші, ніж в оригіналі, вони не повторюються, а деякі можуть з часом стати неактивними, наприклад мед або жир на яскравому сонці швидко тануть, тому Вуді не повинен надто поспішати, якщо хоче, щоб Сусід попався.
У версії для Nintendo DS відсутні рівні з першої частини, тільки з «На канікулах». Також усі міні-ігри виконуються за допомогою сенсорного екрана.

## Сюжет

### Персонажі

#### Позитивні
- Вуді — головний герой гри, за сумісництвом пакосник, над яким упродовж багатьох років знущався його сусід  — Містер Ротвейлер. У надії припинити це, Вуді не раз намагався розв'язувати проблему розмовами з сусідом, але це було марно. Єдиним виходом із ситуації була помста. Однак Вуді не хотів, щоб над ганьбою сусіда сміявся тільки він один, тому наш герой запросив телестудію TV Studio Vienna, щоб ненависний йому сусід став посміховиськом для мільйонів глядачів.

#### Негативні
- Вінцент Ротвейлер — антагоніст ігри, товстий, дурний, некультурний і докучливий сусід Вуді. Містер Ротвейлер дозволяє собі вмикати телевізор на повну гучність, причому посеред ночі. Проїжджав повз відпочиваючого Вуді на своїй димлячій газонокосарці, завдаючи цим шкоди не тільки Вуді, але і повітрю. Рівень інтелекту Містера Ротвейлера настільки низький, що він звинувачує у всіх капостях свою собаку або папугу.
- Енді Ротвейлер (зустрічається тільки у версіях для Nintendo GameCube, Xbox і в другій частині) — мати Вінцента, у першій частині з'являється лише її портрет, який Вуді може розмалювати фломастером (в 1 сезоні), а в першій серії 2 сезону — скульптура її, зроблена сусідом їй в подарунок на Восьме березня[4]. Любить свою собаку, яка спаскудила квіти Вуді.
- Пес Маттс — худий та безпородний пес. Присутній в третьому сезоні. Зазвичай спить на підлозі в кухні, спальні або вітальні. Завжди гавкає і гарчить, коли в кімнаті є хтось чужий.
- Папуга Чилі — червоний папуга з великим дзьобом. Присутній у другому сезоні. Більшу частину часу проводить, сидячи посеред вітальні на жердинці в стані сну. Любить їсти крекери (але при цьому ненавидить пекучі чипси зі смаком перцю чилі). Є здогади, що папуга бачить сни, як він захоплює Землю. У третьому сезоні можна знайти його голову, яка повішена на стіні в кабінеті сусіда (а в серії «Велике прання» у вітальні стоїть його порожня жердинка, звідки гравець може взяти жменю пташиного корму для виконання капості).  Стосовно сторонніх поводиться, так само як і Пес, тільки не гавкає, а кричить і махає крилами.

#### Другорядні
- Свинка — свиня, яку безжальний сусід тримає в клітці та годує молоком з пляшечки, щоб потім приготувати з неї барбекю і повісити голову на стіну.
- Джо — режисер трьох пілотних серій гри. Присутній у віконці в лівому верхньому кутку екрана і дає гравцеві поради щодо гри (вони з'являються вгорі).

## Список рівнів гри

#### Ознайомлення
- Перші кроки (англ. First Steps)
- Вперед і вгору (англ. Onwards and Upwards)
- Починаймо! (англ. Expert Moves)

#### Перший сезон
- Епізод 1: Мистецтво капості (англ. First Trick)
- Епізод 2: Біля блакитного екрана (англ. TV Afternoon)
- Епізод 3: Сюрпризи дня народження (англ. Birthday Surprises)
- Епізод 4: Пиріг з родзинкою (англ. The Apple Pie)
- Епізод 5: Футбольні неприємності (англ. The Old Spoilsport)
- Епізод 6: Час прийняти ванну! (англ. Bath Time)

#### Другий сезон
- Епізод 1: Восьме березня (англ. Art For Mum's Sake
- Епізод 2: Сонячний ранок (англ. A Sunny Morning
- Епізод 3: Моє маленьке порося (англ. One Little Piggy
- Епізод 4: Барбекю (англ. Barbecue Time

#### Третій сезон
- Епізод 1: Велике прання (англ. Laundry Day
- Епізод 2: Фізкульт-привіт! (англ. Fitness Frenzy
- Епізод 3: Ремонт по-сусідськи (англ. Do It Yourself
- Епізод 4: Полювання на сусіда (англ. Night Of The Hunter

## Оцінки й відгуки
| Агрегатор  | Оцінка | Оцінка | Оцінка |
| Агрегатор  | GC     | PC     | XBOX   |
| ---------- | ------ | ------ | ------ |
| Metacritic | 41/100 | 69/100 | 49/100 |

| Видання                 | Оцінка | Оцінка | Оцінка |
| Видання                 | GC     | PC     | XBOX   |
| ----------------------- | ------ | ------ | ------ |
| Computer Games Magazine | Н/Д    | [ 8 ]  | Н/Д    |
| Computer Gaming World   | Н/Д    | [ 9 ]  | Н/Д    |
| Eurogamer               | Н/Д    | 6/10   | Н/Д    |
| GameSpot                | Н/Д    | 6.7/10 | Н/Д    |
| GameSpy                 | Н/Д    | [ 12 ] | Н/Д    |
| GameZone                | Н/Д    | 7/10   | Н/Д    |
| IGN                     | Н/Д    | 7/10   | Н/Д    |
| Jeuxvideo.com           | 11/20  | 13/20  | 11/20  |
| PC Gamer (США)          | Н/Д    | 70%    | Н/Д    |
| X-Play                  | Н/Д    | [ 19 ] | Н/Д    |

Версія для ПК отримала «середні» відгуки, а версії GameCube і Xbox отримали «загалом негативні», згідно з агрегатором оглядів Metacritic.

## Спадщина

### Порти та перевидання
Оригінальна версія для Microsoft Windows була перевидана на GOG.com разом із продовженням від JoWood 9 червня 2009 року. 7 листопада 2013 року гра була випущена в Steam компанією Nordic Games після успішного отримання Greenlit від спільноти.
Мобільний порт гри був випущений THQ Nordic для iOS та Android 25 травня 2017 року в App Store та Google Play відповідно. Порт для macOS був випущений в App Store 22 червня 2017 року.